# Курбанов, Макс Каримович
Макс (Максуд) Каримович Курбанов (1900, Бухара, Бухарский эмират, Российская империя — ?) — советский таджикский партийный и государственный деятель, ответственный секретарь партбюро Таджикского обкома ЦК КП б) Узбекистана в Кулябе (1925—1926).

## Биография
Родился в семье декханина, по национальности таджик. Член РКП(б) с 1920.

### Образование
Учился один год в Коммунистическом университете трудящихся Востока имени Сталина в Москве, вышел с 2 курса.
Окончил Ташкентскую высшую партийную школу.

### Трудовая деятельность
Трудовую деятельность начал в 1923 преподавателем в Бухаре, затем был преподавателем Бухинпроса в Москве. 
- 1925—1926 гг. ответственный секретарь партбюро Таджикского обкома КП(б) Узбекистана в Кулябе,
- 1926—1927 гг. — заведующий партийной школой Наркомпроса в Сталинабаде,
- 1927—1928 гг. — заведующий отделом агитации и пропаганды Таджикского областного комитета КП(б) Узбекистана,
- 1928 г. — ответственный секретарь Сталинабадского городского комитета Таджикского областного комитета КП(б) Узбекистана,
- 1929—1932 гг. — инструктор Москворецкого районного комитета ВКП(б) города Москвы,
- 1933—1934 гг. — начальник политотдела Бауманабадской МТС в Таджикистане,
- 1934—1936 гг. — нарком здравоохранения Таджикской ССР,
- май-октябрь 1937 г. — секретарь Президиума ЦИК Таджикской ССР.